# Margaret Tomkins
Margaret Tomkins (* 11. September 1916 in Los Angeles, Kalifornien; † März 2002 in Sedona, Arizona) war eine amerikanische Malerin, die dem Surrealismus und dem Abstrakten Expressionismus zugerechnet wird. Obwohl sie in Südkalifornien geboren und ausgebildet wurde, verbrachte sie den Großteil ihres Lebens im pazifischen Nordwesten der USA, wo sie sowohl für ihre Kunst als auch für ihren engagierten Kunstaktivismus bekannt war.

## Leben
Margaret Tomkins wurde als Tochter von Percival James und Margaret Quinn Tomkins geboren. Ihr Vater arbeitete in der Farbenindustrie, ihre Mutter war eine begabte Musikerin. Nach dem Abitur studierte sie an der University of Southern California und besuchte in den Sommermonaten das Chouinard Art Institute. Ein prägendes Erlebnis war für sie die Betrachtung von Pablo Picassos Guernica in der Stendahl Gallery in Los Angeles. Sie war Mitglied der California Watercolor Society, malte aber auch in Öl. Auf der Weltausstellung 1939 in New York wurden ihre Werke zum ersten Mal auf nationaler Ebene in der Ausstellung American Art Today gezeigt.
1939 zog Margaret Tomkins nach Seattle, Washington, und wurde Assistenzprofessorin für Kunst an der University of Washington. 1940 heiratete sie den Künstler James H. FitzGerald (1910–1973), der ebenfalls ein bedeutender Maler und Bildhauer im Nordwesten wurde. 1941 hatte sie ihre erste Einzelausstellung im Seattle Art Museum. Im selben Jahr beteiligte sie sich am Federal Art Project und unterrichtete am Spokane Art Center, nachdem ihr Ehemann zum Direktor des Zentrums ernannt worden war. Während des Zweiten Weltkriegs brachte Margaret Tomkins das erste ihrer drei Kinder zur Welt und ergänzte das Familieneinkommen durch Keramikarbeiten. Sie begann mit Eitempera zu arbeiten und entwickelte neue Ansätze für ihre Malerei. Neben der Malerei waren Margaret Tomkins und James FitzGerald auch als Kunsthandwerker und Bildhauer tätig und entwarfen unter anderem modernistische Keramiken und Möbelstücke.
In den 1940er Jahren erlangten Tomkins’ surrealistische Werke nationale Aufmerksamkeit. Ihre Gemälde wie Metamorphosis (1943) und Anamorphosis (1944) zeigen ihren Übergang vom Regionalismus zu einem surrealistischen Biomorphismus, der natürliche Formen in organische, viszerale Abstraktionen überträgt. Der Einfluss europäischer Surrealisten wie Salvador Dalí ist erkennbar, ebenso wie der Einfluss der Northwest School, obwohl sie jede künstlerische Verbindung zu diesen mystischen Malern bestritt. 1958 war Margaret Tomkins die treibende Kraft hinter der Gründung der Artists Gallery, der ersten von Künstlern selbst betriebenen Galerie in Seattle. Die Kooperative, der Margaret Tomkins, James FitzGerald, Louis Bunce, William Ivey, Manuel Izquierdo und Alden Mason angehörten, betrieb die Galerie etwa ein Jahr lang. Im Jahr 1959 zerstörte ein Brand in ihrem Atelier auf dem Capitol Hill die meisten ihrer bis dahin entstandenen Werke. In den 1960er Jahren entwickelte Tomkins einen abstrakten Stil mit Themen wie Transformation und Metamorphose, wobei sie eine begrenzte Farbpalette verwendete und eine symbolische Bildsprache entwickelte, um soziale und ökologische Anliegen auszudrücken.
Nach dem Tod ihres Mannes 1973 übernahm Margaret Tomkins die Vollendung eines 6000 Pfund schweren Bronzebrunnens, den James FitzGerald begonnen hatte. Der Waterfront Fountain wurde im Waterfront Park in Seattle aufgestellt. In den folgenden Jahren zog sie sich immer mehr von der öffentlichen Kunstszene zurück, malte aber weiterhin und entwickelte einen eher geometrischen, pastellfarbenen Stil. Die letzten dreißig Jahre ihres Lebens verbrachte sie in ihrem Haus auf Lopez Island. 1988 erlitt sie einen Schlaganfall, der sie ihrer Sprache beraubte. Ihre letzte große Ausstellung fand 1993 in der Foster/White Gallery in Seattle statt. 2002 zog sie zu ihrer Tochter nach Sedona, Arizona, wo sie im März desselben Jahres im Alter von 85 Jahren starb.

## Werk
Das künstlerische Werk von Margaret Tomkins zeichnet sich durch eine Entwicklung vom Regionalismus über den Surrealismus zum Abstrakten Expressionismus aus. In den 1940er Jahren schuf sie surrealistische Gemälde mit biomorphen Formen, die von europäischen Surrealisten wie Salvador Dalí beeinflusst waren. In den 1960er Jahren wandte sie sich einem abstrakten Stil zu, der Transformation und Metamorphose thematisierte. Sie verwendete eine begrenzte Farbpalette und entwickelte eine symbolische Bildsprache, um soziale und ökologische Themen auszudrücken. Neben der Malerei war sie auch in den Bereichen Keramik und Möbeldesign tätig und schuf modernistische und funktionale Objekte.

## Ausstellungen (Auswahl)
- 1946: San Francisco, California Palace of the Legion of Honor
- 1947: Chicago, The Art Institute of Chicago, Fifty-Eighth Annual American Exhibition, Paintings and Sculpture
- 1948: San Francisco Museum of Art, Abstract and Surrealist Art
- 1977: Washington State University, Museum of Art, Margaret Tomkins 1943 to Present, A Retrospective Exhibition